# Befehlshaber der Schlachtschiffe
Der Befehlshaber der Schlachtschiffe (B. d. S.) war eine Kommandobehörde der Kriegsmarine im Zweiten Weltkrieg.

## Geschichte
Im Juni 1941 wurde der Befehlshaber der Schlachtschiffe eingerichtet. Dies war eine Reaktion auf die Auflösung des 2. Admirals der Flotte (Flottenkommando), was erforderlich wurde, da am 27. Mai 1941 der Befehlshaber des Flottenkommandos Admiral Lütjens und ein großer Teil des Stabes beim Untergang der Bismarck starben.
Im September/Oktober 1941 wurde der B. d. S. für das Unternehmen Albion zum Befehlshaber der Baltenflotte (B. d. B.) in der Ostsee ernannt und nahm in dieser Unternehmung an der Küstenbeschießung von Ösel und Dagö teil.
Ab Februar 1942 wurde u. a. mit der Scharnhorst (Flaggschiff des Befehlshabers), Gneisenau und der Prinz Eugen der Kanaldurchbruch im Rahmen des Unternehmen Cerberus geschafft und dem B. d. S. die Führung der in Nordnorwegen stationierten Seestreitkräfte aufgetragen. Hierfür wurde die Dienststelle nach Norwegen verlegt.
Bereits am 3. Juni 1942 erfolgte die Umbenennung in Befehlshaber der Kreuzer, welcher damit ein zweites Mal in der Kriegsmarine aufgestellt wurde.

## Baltenflotte im September und Oktober 1941
- Tirpitz
- Admiral Scheer
- Leipzig
- Köln
- Emden
- Nürnberg
- Z 25
- Z 26
- Z 27
- 2. Torpedobootsflottille

## Befehlshaber
- Vizeadmiral Otto Ciliax

## 1. Admiralstabsoffiziere
- unbekannt
- Fregattenkapitän Helmuth Gießler: von August 1941 bis Dezember 1941 mit der Wahrnehmung der Geschäfte beauftragt
- Fregattenkapitän Hansjürgen Reinicke: von Dezember 1941 bis zur Auflösung der Dienststelle

## 2. Admiralstabsoffiziere
- unbekannt
- Korvettenkapitän Edward Wegener: von Oktober 1941 bis März 1942
- Korvettenkapitän Otto Heppe: von März 1942 bis zur Auflösung der Dienststelle

## 4. Admiralstabsoffiziere
- unbekannt
- Korvettenkapitän d. R. Eduard Schmidt-Ott: von Februar 1942 bis zur Auflösung der Dienststelle

## Verbandsingenieur
- Kapitän zur See (Ing.) Walter Türke: von Juli 1941 bis zur Auflösung der Dienststelle, anschließend bis November 1942 Verbandsingenieur beim Befehlshaber der Kreuzer